# Hyposcada kena
Hyposcada kena är en fjärilsart som beskrevs av William Chapman Hewitson 1872. Hyposcada kena ingår i släktet Hyposcada och familjen praktfjärilar. Inga underarter finns listade i Catalogue of Life.